# China Film Group Corporation
China Film Group Corporation (xinès: 中国电影集团公司, pinyin: Zhōngguó diànyǐng jítuán gōngsī), abreujat com CFGC, és l'empresa estatal de cinema més gran i influent de la República Popular de la Xina. Juntament amb Huaxia, és una de les dos empreses autoritzades a importar pel·lícules a la República Popular de la Xina. També administra teatres i finances, produeix i distribueix pel·lícules. El 2014 la companyia va ser el major distribuïdor de pel·lícules a la Xina, amb un 32,8% del mercat.

## Filmografia
| Data | Títol                                                  | Produïda per | Distribuïda per |
| ---- | ------------------------------------------------------ | --- | --- |
| 2013 | Man of Tai Chi                                         | China Film Group Corporation, Wanda Media, Village Roadshow Pictures Asia, Universal Studios | RADiUS-TWC (EUA), Entertainment One (CA), Roadshow Entertainment (AU/NZ/Singapur), China Film Group, Wanda Media (China), Universal Pictures (International)                                                   |
| 2014 | The Monkey King                                        | Filmko Entertainment, Mandarin Films, China Film Group, Shenzhen Golden Shores Films, Zhejiang HG Entertainment, Dongguan Boning Entreprise and Investment, Beijing Wen Hua Dong Run Investment Co., Ltd., China Film Co-Production Corporation, Global Star Productions                                                                      | Filmko Entertainment (Hong Kong; International), Newport Entertainment (Hong Kong), Beijing Anshi Naying Culture Co. (Xina), China Film Group Corporation (Xina), Wanda Media (Xhina), Global Star Productions |
| 2014 | The Crossing                                           | Beijing Gallop Horse Film, Le Vision Pictures, China Film Group Corporation, Huayi Brothers, Yoozoo Entertainment, Beijing Cultural & Creative Industry Investment Fund Management, Dongyang Mighty Allies Movie & Culture, Huace Pictures, Beijing Phenom Films, China Movie Channel, Galloping Horse Culture & Media, Lion Rock Productions | N/S |
| 2014 | Black & White: The Dawn of Justice                     | Beijing Hualu Baina Entertainment Co.,Ltd, Pulajia International Entertainment Co.,Ltd, Yinli Entertainment Investment Co,Ltd, China Film Group Corporation, Beijing Yunqi Media Co.,Ltd, Dongyang Hualu Baina Entertainment Co.,Ltd | N/S |
| 2014 | The Deathday Party                                     | Beijing Guanghui Liansheng Entertainment Co.,Ltd, China Film Group Corporation, Golden Harvest Entertainment Co. Ltd, HG Entertainment, E Mei Film Group, Sichuan Eying Xinshengli Media Co.,Ltd | N/S |
| 2014 | The Lost 15 Boys: The Big Adventure on Pirates' Island | China Film Group Corporation, Sichuan Institute Of Media, Zhigengniao Computer Art Co.,Ltd, Shanweiduo Media Co.,Ltd | N/S |
| 2014 | One Step Away                                          | Shanghai Film Group Co.,Ltd, China Film Group Corporation | N/S |
| 2015 | Seventh Son                                            | Legendary Pictures, Thunder Road Pictures, China Film Group Corporation | Universal Studios |
| 2015 | Furious 7                                              | Original Film, One Race Films, Media Rights Capital, China Film Group Corporation, Relativity Media | Universal Studios |
| 2015 | Wolf Totem                                             | China Film Group Corporation, China Movie Channel, Beijing Forbidden City Film Co., Reperage, Beijing Phoenix Entertainment Co., Chinavision Media Group, Mars Films, Wild Bunch Groupe Herodiade | China Film Group Corporation, Mars Distribution, Edko Films |
| 2015 | Pixels                                                 | Happy Madison Productions, 1492 Pictures, China Film Group Corporation | Columbia Pictures |
| 2015 | Crouching Tiger, Hidden Dragon II: The Green Destiny   | China Film Group Corporation, Pegasus Taihe Entertainment, The Weinstein Company, Yucaipa Films | Netflix, The Weinstein Company |
| 2016 | The Mermaid                                            | China Film Group, Edko Films, The Star Overseas, Hehe Pictures Co.,Ltd, Beijing Enlight Pictures, Shanghai New Culture Media Group Co.,Ltd, Alibaba Pictures Group Limited, Shanghai Tianshi Media Co.,Ltd, BinGo Group Co.,Ltd | Beijing Enlight Pictures, China Film Group Corporation |
| 2016 | Air Strike                                             | China Film Group Corporation | N/S |
| 2016 | Warcraft                                               | Legendary Pictures, Blizzard Entertainment, Atlas Entertainment | Universal Studios |
| 2016 | The Great Wall                                         | Legendary East, Le Vision Pictures, Atlas Entertainment, China Film Group Corporation | Universal Studios, Le Vision Pictures, China Film Group Corporation |
| 2016 | Xuanzang                                               | China Film Group Corporation, Eros International | China Film Group Corporation |
| 2016 | Tik Tok                                                | China Film Group Corporation, Beijing Hairun Pictures | China Film Group Corporation |
| 2016 | My Best Friend's Wedding                               | China Film Group Corporation, Columbia Pictures | China Film Group Corporation |
| 2017 | The Fate of the Furious                                | Original Film, One Race Films, China Film Group Corporation | Universal Studios |
| 2019 | The Wandering Earth                                    | China Film Group Corporation | China Film Group Corporation, Netflix |